# Steve Chabot

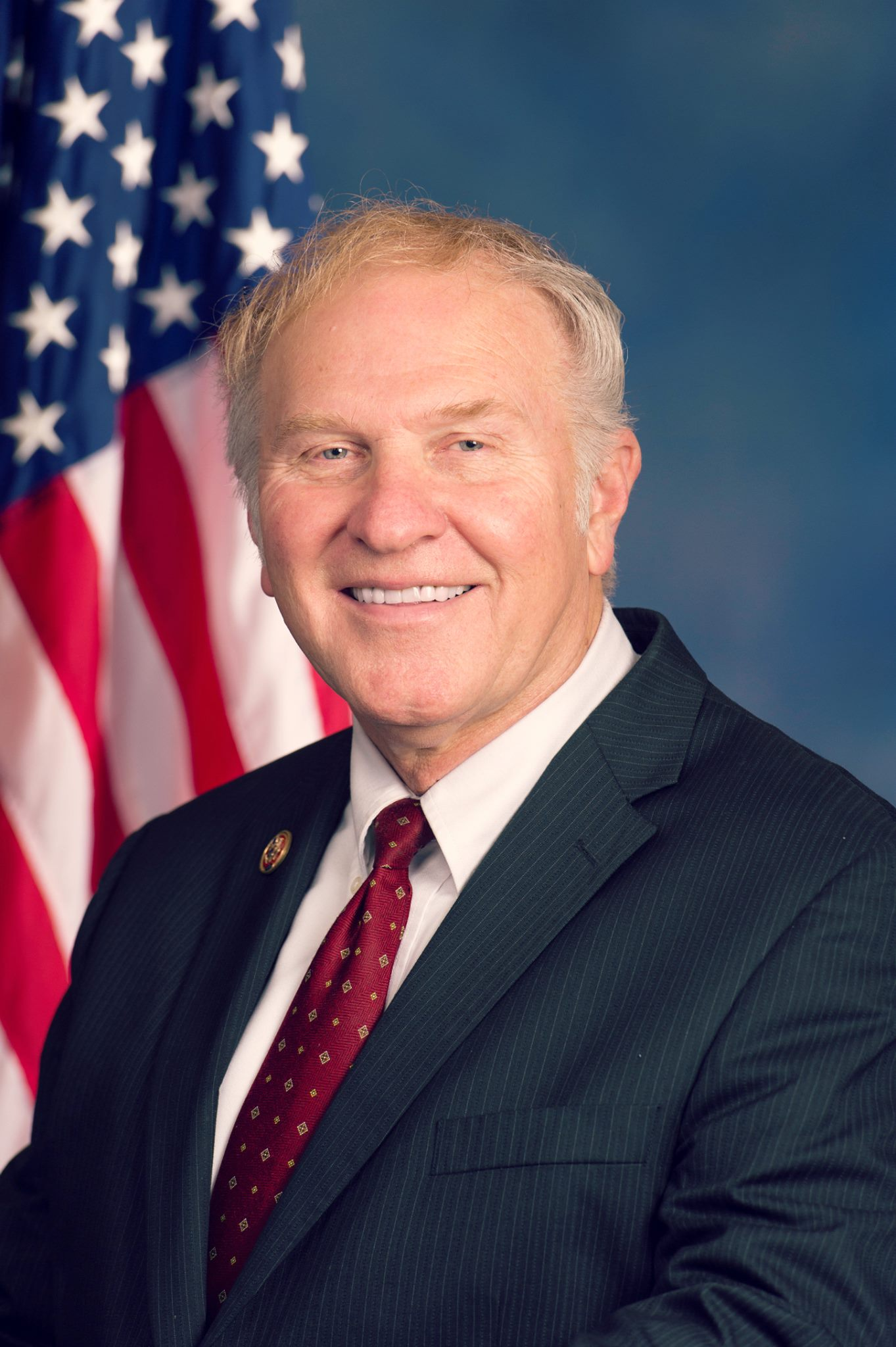
Steve Chabot (2014)

Steven „Steve“ Chabot (* 22. Januar 1953 in Cincinnati, Ohio) ist ein amerikanischer Politiker der Republikanischen Partei. Er war von 1995 bis 2009 und von 2011 bis 2023 Mitglied des US-Repräsentantenhauses für den 1. Kongresswahlbezirk Ohios.

## Familie, Ausbildung und Beruf
Nach seinem High-School-Abschluss erhielt er 1975 seinen Bachelor of Arts in Geschichte am College of William & Mary. Daraufhin war er bis 1976 als Grundschullehrer tätig, während er abends die Northern Kentucky University besuchte. Dort erhielt er 1978 den Juris Doctor. Bis zur Wahl ins US-Repräsentantenhaus war er als Rechtsanwalt in Cincinnati tätig. Als Einzelanwalt war er mit Familien- und Erbrechtssachen beschäftigt.
Chabot ist römisch-katholischen Glaubens, verheiratet und Vater zweier Kinder. Er lebt in Cincinnati.

## Politische Laufbahn
Sein erster Anlauf für ein politisches Mandat war 1979, als er erfolglos als Unabhängiger für den Stadtrat Cincinnatis kandidierte. Auch 1983 schaffte er als Republikaner nicht den Einzug in den Stadtrat, aber 1985 und wurde 1987 und 1989 wiedergewählt. Bei der Wahl 1988 trat Chabot erstmals als Republikaner im 1. Kongresswahlbezirk Ohios für das Repräsentantenhaus der Vereinigten Staaten an, unterlag jedoch mit 44 zu 56 Prozent der Stimmen dem Demokraten Tom Luken. Im Jahr 1990 wurde Chabot zum County Commissioner des Hamilton County ernannt und 1990 und 1992 auf diesen Posten gewählt, den er bis 1995 ausfüllte.
1995 zog er im 1. Bezirk Ohios ins US-Repräsentantenhaus ein. Er folgte auf den Demokraten David S. Mann, den er bei der Wahl 1994 mit 56 zu 44 Prozent der Stimmen geschlagen hatte, bei der die Republikaner mit ihrem „Contract for America“ erstmals seit Jahrzehnten eine Mehrheit im Repräsentantenhaus erhielten. Mann hatte Mitglieder der eigenen Partei und Gewerkschafter verärgert, weil er Clintons zentristische Fiskalpolitik und das Freihandelsabkommen NAFTA mitgetragen hatte. Chabot hatte seinen Wahlkampf auf die weiße Arbeiterschaft konzentriert und dabei auf seine eigene bescheidene Herkunft hingewiesen. Bei den folgenden sechs Kongresswahlen konnte er seinen Sitz verteidigen, zunächst stets knapp, bei den Wahlen 2002 und 2004 mit über 60 Prozent der Stimmen, die Demokraten gewannen jedoch zunehmend an Boden, sodass Chabot 2006 mit 52 Prozent wiederum nur knapp siegte. Bei der Wahl 2008 verlor er seinen Sitz an den Demokraten Steve Driehaus und schied am 3. Januar 2009 aus. Bereits bei der folgenden Wahl im November 2010, der Halbzeitwahl in der ersten Präsidentschaftsperiode Barack Obamas mit dem Siegeszug der rechtskonservativen Tea-Party-Bewegung, gewann er seinen Sitz zurück und gehört dem Kongress wieder seit dem 3. Januar 2011 an. Er wurde seither stets wiedergewählt. Sein Bezirk umfasst den multiethnischen Westen der Stadt Cincinnati und seit dem Neuzuschnitt der Wahlkreise 2012 auch das konservativ geprägte Warren County.
Chabot war einer von dreizehn Abgeordneten des Repräsentantenhauses, die dort 1999 das Amtsenthebungsverfahren gegen Präsident Bill Clinton einführten. Er ist bzw. war Mitglied im United States House Committee on Foreign Affairs (und war dort zwischenzeitlich Chairman (Vorsitzender) des Unterausschusses für den Mittleren Osten und Südasien), im Justizausschuss und im Ausschuss für kleine Unternehmen, dem er seit 2015 vorsaß. Er galt als einer der Favoriten für die Nachfolge von Bob Goodlatte als ranghöchster Republikaner im  Justizausschuss, der im Fall eines Amtsenthebungsverfahrens gegen Präsident Trump großen Einfluss hätte.
Bei der Wahl 2018 trat gegen ihn der Demokrat Aftab Pureval an, der als ernsthafter Herausforderer galt und über ein starkes Fundraising verfügte. Larry Sabato von der University of Virginia schätzte die Wahl im Juli 2018 als völlig offen ein. Chabot gewann die Wahl mit 52 zu 46 Prozent der Stimmen. Während Pureval im städtischen Hamilton County auf 54 Prozent der Stimmen kam und dort einen Vorsprung von 17.000 Stimmen erreichte, gewann Chabot das ländliche Warren County mit 33.000 Stimmen Vorsprung und denselben 66 Prozentpunkten, die Donald Trump dort bei der Präsidentschaftswahl 2016 erzielt hatte. Bei der Repräsentantenhauswahl 2020 galt Chabots Sitz wiederum als eines der Hauptziele der Demokraten. Er konnte sich wiederum durchsetzen. Bei der Repräsentantenhauswahl 2022 verlor er jedoch gegen den Demokraten Greg Landsman, womit er am 3. Januar 2023 aus dem Repräsentantenhaus ausschied.

### Positionen und Kontroversen
Chabot gilt als gesellschafts- und fiskalpolitischer Konservativer und war nach seinem Abstimmungsverhalten meist unter den Konservativsten im Repräsentantenhaus. USA Today beschrieb Chabot 2017 als einen „hard-core, low-profile conservative“ (Hardcore-Konservativer mit geringer Sichtbarkeit). Sein Verhältnis zu Präsident Donald Trump gilt als wechselhaft; Chabot hat ihn gelobt und kritisiert. Während Chabot die aggressivere Außenpolitik, die Deregulierungsmaßnahmen und die Steuersenkungen begrüßte, sprach er sich gegen Trumps ungezügelte Benutzung von Twitter und seine beleidigenden Äußerungen (thuggish things) aus; zu Beginn der ersten Präsidentschaft Trumps riet er ihm, sich dafür zu entschuldigen. Chabot gilt als strenger Gegner von Schwangerschaftsabbrüchen (Pro-Life) und war 2013 einer der Initiatoren des Partial-Birth Abortion Ban Act, der späte Schwangerschaftsabbrüche verbietet. Bei den mehrfachen Versuchen der Republikaner im Jahr 2017, die umfassende Gesundheitsreform Obamacare zu ersetzen und zu beschneiden (siehe etwa American Health Care Act), stimmte Chabot mehrfach mit seiner Partei, was im Wahlkampf 2018 als Hauptargument gegen ihn verwendet wurde.
Chabot gehörte zu den Mitgliedern des Repräsentantenhauses, die bei der Auszählung der Wahlmännerstimmen bei der Präsidentschaftswahl 2020 für die Anfechtung des Wahlergebnis stimmten. Präsident Trump hatte wiederholt propagiert, dass es umfangreichen Wahlbetrug gegeben hätte, so dass er sich als Sieger der Wahl sah. Für diese Behauptungen wurden keinerlei glaubhafte Beweise eingebracht. Der Supreme Court wies eine entsprechende Klage mit großer Mehrheit ab, wobei sich auch alle drei von Trump nominierten Richter gegen die Klage stellten.